# Сирійський православний архієпископ Єрусалима
У Сирійській Православній Церкві архієпископ Єрусалима сьогодні носить додатковий титул Патріаршого намісника Святої Землі та Йорданії .  Існував також заступник єпископа-митрополита Єрусалимського з середини 18 століття до скасування посади в 1858 році, який проживав у монастирі Святого Ананії, тодішньому штабі Сирійського православного патріархату Антіохії, і відповідав за збір пожертв для єпархії. 

## Історія
Перша сирійська православна церква в Єрусалимі, ймовірно, була побудована між Сасанидським завоюванням (614) та ісламським завоюванням (637). Патріарх Михайло Сирійський  натякає, що церква, зруйнована Харуном ар-Рашидом у 806-807 рр., передувала ісламському завоювання. Невдовзі його перебудував єгиптянин Макарій з Набурви. Оскільки майже всі відомі єпископи були ченцями, мусила існувати принаймні рудиментарна чернеча спільнота. 
Виявляється, церква була зруйнована у 1092 році. Мансур з Тілбани, інший єгиптянин, побудував тоді єдину сирійську православну церкву в місті. У першій чверті 12 століття єпископ Ігнатій ІІ відновив зруйнований храм і монастир. Він був присвячений святій Марії Магдалині, а пізніше також Симону фарисею . Невдовзі після 1125 р. Ігнатій III побудував гуртожиток з подвір’ям навпроти церкви.  За словами Іоанна Вюрцбурзького, написаного пізніше в цьому столітті, вважалося, що ця церква раніше була будинком Симона Прокаженого .  Він розташований біля церкви Святої Анни на північно-східній стороні міста. 
Після завоювання Айюбідів у 1187 році церква та монастир були перетворені на мусульманську школу. Єпископи змогли знову зайняти його лише на короткий час, коли місто було в руках християн між Шостим хрестовим походом  і завоюванням Хорезмія. Після цього сирійські православні використовували невелику церкву Святого Фоми Німецького, поки її не передали мусульманській владі чинний монах, який прийняв іслам у 1451-1452 роках. 
Сирійський православний патріарх придбав у коптських православних монастир Святого Марка в 1472 році, і з тих пір він служив церквою єпископів Єрусалима. 

## Церковні властивості
Архієпархії належать такі церковні об’єкти:
- Монастир Святого Марка, Єрусалим
- Каплиця Святого Йосипа Аримафейського та Святого Никодима в Храмі Гробу Господнього .
- Церква Божої Матері, Вифлеєм, Палестина . [8]
- Церква Святого Єфрема, Амман, Йорданія . [9]

Архієпархія також має незначні права на богослужіння в таких церквах:
- Церква Різдва
- Церква Гробу Діви Марії

## Список архієпископів
Сирійський православний реєстр єпископських свячень сягає лише 793 року. Михаїл Сирійський додав до своєї Хроніки список єпископів Єрусалиму від Якова, брата Ісуса, аж до його часу. Він ідентичний Реєстру єпископів після 793 року. Єпископи мали митрополитський ранг. 
У наступному списку діапазон дат, як-от 792×818, означає «призначений між 792 та 818». Єпископи до 793 року взагалі не можуть бути датовані. Список починається з першого єпископа, обраного в опозиції до Халкидонського Собору (451), але нумерація враховує попередніх єпископів Єрусалиму . 
- Феодосій (451–453)
- Северус (590–635)
- Анастасій
- Мартирія
- Саллюстіан
- Еліас
- Кирило II
- Джеремі І
- Томас І
- Джон І
- Філоксен І
- Тимофій I (792×818)
- Робота (816×845)
- Ігнатій I (816×846)
- Йосип III (816×846)
- Іван II (845×875)
- Кирило III Ной (845×875)
- Кіріак
- Северус (877×884)
- Йосип IV (909×924)
- Теодор (909×924)
- Кирило IV (922×936)
- Джеремі II (935×954)
- Томас II (964×986)
- Іван III (1006×1031)
- Філоксен II (1003×1031)
- Захарія (1041×1058)
- Томас III (1041×1058)
- Тимофій II (1062×1074)
- Іван IV (1079×1083)
- Кирило V (1090×1130)
- Девід (1090×1130)
- Ігнатій II Геснун (1090×1130, помер 1124/1125)
- Ігнатій III ібн Бусайр з Гадини (1123×1140)
- Ігнатій IV Роман (1138×1167) [nb 1]
- Афанасій (1167×1200)
- Ігнатій V Сахдо (1167×1200) [nb 2]
- Василія (фл. 1292–1295) [2]
- Василь Симон (?–1421/1422)
- Грегоріус Джозеф аль-Гурджі ( прибл. 1510/1512 –1537) [nb 3] [11]
- Грегоріус Банам ( прибл. 1530 )
- Іоанн Мардінський (пом. 1577) [11]
- Григорій Іоанн Гаргарський (пом. 1585×1587) [nb 4]
- Григорій Бехнам з Арбо (1590–1614) [12]
- Абд аль-Азал (1640) [13]
- Грегоріус Абдал Джаліл (1664–1671) [14]
- Григорій Симон II (1679–1692) [14]
- Григорій Симон III Салах (1693–1719) [15]
- Грегоріус Абд аль-Ахад (1719–1731) [14]
- Грегоріус Барсум (1720–1727) [14]
- Грегоріус Барсум (1729–1737) [14]
- Григорій Санія (1731–1737) [14]
- Грегоріус Томас (1737–1748) [16]
- Григорій Георгій (1748–1773) [14]
- Григорій Бішара з Бітліса (1774–1789) [nb 5]
- Афанасій Яків (1785–1797) [2]
- Діонісій Яків (1798) [13]
- Кирил Абд аль-Ахад (1799–1840) [2]

Заступник: Григорій Яків (?–1847) 
Заступник: Афанасій Юганна (1850–1864) 
- Грегоріус Абдед Саттуф (1872–1880) [17]
- Джордж Касаб із Садада (пом. 1896) [11]
- Іяванніс Еліас (1896–1908) [2]
- Григорій Єфрем (1909–?) [14]
- Афанасій Ієшу Самуель (1946–1957)
- Діонісій Бехнан Джіджаві (1957–1996)
- Северус Малкі Мурад (1996–2018)
- Габріель Дахо (2019–) [18]